# Herigonius (Mondkrater)
Herigonius ist ein Einschlagkrater auf der Mondvorderseite am westlichen Rand des Oceanus Procellarum, nordöstlich des Kraters Gassendi.
Der Krater ist wenig erodiert, der Rand unregelmäßig mit weitgehend flachem Kraterboden.
Nördlich verläuft ein Höhenrücken der Dorsa Ewing und westlich das Rillensystem der Rimae Herigonius.
| Buchstabe | Position           | Durchmesser | Link |
| --------- | ------------------ | ----------- | ---- |
| E         | 13,84° S, 35,69° W | 7 km        |      |
| F         | 15,48° S, 35,08° W | 5 km        |      |
| G         | 15,29° S, 32,5° W  | 4 km        |      |
| H         | 17,13° S, 33,26° W | 4 km        |      |
| K         | 12,84° S, 36,49° W | 3 km        |      |

Der Krater wurde 1935 von der IAU nach Pierre Hérigone (1580–1643) offiziell benannt.